# Cleretum herrei
Cleretum herrei là một loài thực vật có hoa trong họ Phiên hạnh. Loài này được (Schwantes) Ihlenf. & Struck mô tả khoa học đầu tiên năm 1986 publ. 1987.